# Número d'Identificació del Servei Mòbil Marítim
El Número d'Identificació del Servei Mòbil Marítim o MMSI (per l'acrònim en anglès de Maritime Mobile Service Identity) és un codi de nou dígits utilitzats en comunicacions de ràdio en l'àmbit marítim. Cada MMSI identifica a un sol vaixell, grup de vaixells, estació costanera, avió de salvament, etc. Aquest codi és codificat dins de cada ràdio VHF marina i s'envia en forma de senyal digital a través d'una freqüència de ràdio.
Els primers 2 dígits identifiquen la tipologia d'estació. Els tres dígits següents els Dígits d'Identificació Marítima (MID, Maritime Identification Digits) que defineixen el país d'origen de l'embarcació. I les 3 últimes designen quina estació en concret és (a manera de matrícula). Per exemple la tipologia "estació costanera" es codifica amb 00, si aquesta se situa a l'àmbit regulat per Espanya la seguirien els dígits 224.